# Liste der Klassischen Archäologen an der Universität zu Köln
In der Liste der Klassischen Archäologen an der Universität zu Köln werden alle Hochschullehrer gesammelt, die an der Universität zu Köln lehrten oder lehren. Das umfasst im Regelfall alle regulären Hochschullehrer, die Vorlesungen halten durften, also habilitiert waren.
Nach der Neugründung der Universität 1919 war von Beginn an eine schnelle Einrichtung eines Lehrstuhls für Klassische Archäologie geplant. Sowohl das Interesse aufgrund der Sammlung römisch-germanischer Altertümer im Wallraf-Richartz-Museum (heute Römisch-Germanisches Museum) und dem allgemeinen Interesse an der römischen Vergangenheit in Köln als auch das Interesse von Nachbardisziplinen die Klassische Archäologie zu etablieren unterstützte das Ansinnen. Zum Wintersemester 1928/29 konnte das Fach Klassische Archäologie in Köln eingerichtet werden. Erster Ordinarius wurde Andreas Rumpf. 1960 wurde eine zweite Professur eingerichtet. Seit 1966 gab es zudem das Archiv Monumenta Artis Romanae, das als eigenständiger Teil des Instituts fungierte und im Laufe der Zeit zum Forschungsarchiv für Antike Plastik ausgebaut wurde. Mittlerweile wurde es noch weiter zum CoDArchLab mit der Objektdatenbank Arachne erweitert. 1972 kam eine Professur für Vorderasiatische Altertumskunde hinzu, die 1988 in eine Professur der Archäologie der römischen Provinzen umgewidmet wurde. Heute bilden die drei ordentlichen Professoren des Instituts den Institutsvorstand.
Angegeben ist in der ersten Spalte der Name der Person und ihre Lebensdaten, in der zweiten Spalte wird der Eintritt in die Universität angegeben, in der dritten Spalte das Ausscheiden. Spalte vier nennt die höchste an der Universität zu Köln erreichte Position. An anderen Universitäten kann der entsprechende Dozent eine noch weitergehende wissenschaftliche Karriere gemacht haben. Die nächste Spalte nennt Besonderheiten, den Werdegang oder andere Angaben in Bezug auf die Universität oder das Institut. In der letzten Spalte werden Bilder der Dozenten gezeigt, was derzeit aufgrund der Bildrechte jedoch schwer ist.
| Wissenschaftler                    | von       | bis  | Funktionen                  | Bemerkungen | Bild               |
| ---------------------------------- | --------- | ---- | --------------------------- | --- | ------------------ |
| Rumpf, Andreas (1890–1966)         | 1928      | 1960 | Ordinarius                  | |                    |
| von Lorentz, Friedrich (1902–1968) | 1932      | 1940 | Assistent                   | 1932–1940 Assistent, 1938 Habilitation |                    |
| Dohrn, Tobias (1910–1990)          | 1944      | 1976 | Ordinarius                  | 1944 Habilitation, 1951 außerplanmäßiger Professor, 1953 Diätendozentur, 1960 Professor |                    |
| Kähler, Heinz (1905–1974)          | 1960      | 1973 | Ordinarius                  | |                    |
| Klauser, Theodor (1894–1984)       | 1964      |      | Professor                   | Lehrauftrag für Christliche Archäologie |                    |
| Oehler, Hansgeorg                  | 1966      | 1994 | Außerplanmäßiger Professor  | Leiter des Archiv Monumenta Artis Romanae |                    |
| Niemeyer, Hans-Georg (1933–2007)   | 1970      | 1980 | Außerplanmäßiger Professor  | |                    |
| Nagel, Wolfram (1923–2019)         | 1972      | 1988 |                             | Professor für Vorderasiatische Altertumskunde |                    |
| Thomas, Eberhard (* 1944)          | 1972      |      | Privatdozent                | 1972–1983 Wissenschaftlicher Assistent, 1981 Privatdozent |                    |
| Herrmann, Hans-Volkmar (1922–1998) | 1973      | 1987 | Ordinarius                  | |                    |
| Wrede, Henning (* 1939)            | 1978      | 1995 | C3-Professor                | zunächst Wissenschaftlicher Rat und Professor, später C3-Professor | Henning Wrede      |
| Noelke, Peter (1941–2025)          | 1982      | 2006 | Honorarprofessor            | 1982 Lehrbeauftragter, 1995 Honorarprofessor |                    |
| Linfert, Andreas (1942–1996)       | 1982      | 1996 | Professor                   | 1974 Wissenschaftlicher Assistent, 1976 Außerplanmäßiger Professor, 1982 Professor |                    |
| Hesberg, Henner von (* 1947)       | 1988      | 2006 | Ordinarius                  | Institutsleiter (C 4-Professur); ab 2006 Direktor der Abteilung Rom des DAI | Henner von Hesberg |
| Förtsch, Reinhard (* 1958)         | 1990      | 2012 | Außerplanmäßiger Professor  | 1990 Hochschulassistent, 1994 Privatdozent, 1996 Leiter des Forschungsarchivs für Antike Plastik, Umwandlung in CoDArchLab und Aufbau der Objektdatenbank Arachne; seit 2012 Wissenschaftlicher Direktor für Informationstechnologien des Deutschen Archäologischen Instituts |                    |
| Fischer, Thomas (* 1949)           | 1992      | 2015 | Ordinarius                  | Professor für die Archäologie der römischen Provinzen | Thomas Fischer     |
| Boschung, Dietrich (* 1956)        | 1994      | 2022 | Professor                   | 1994 bis 1995 Leiter des Forschungsarchivs für Antike Plastik, 1996 Inhaber der zweiten ordentlichen Professur (C3-Professur), 2007 W3-Professor |                    |
| Hertel, Dieter (* 1948)            | 1994      |      | Außerplanmäßiger Professor  | 1984 bis 1990 Wissenschaftlicher Assistent, 1994 bis 1997 Privatdozent, 2003 Außerplanmäßiger Professor |                    |
| Horn, Heinz Günter (* 1940)        | 1995      | 2005 | Honorarprofessor            | |                    |
| Oenbrink, Werner (* 1960)          | 1995      |      | Privatdozent                | 1995–2002 Wissenschaftlicher Assistent, 2006 Lehrstuhlvertretung, 2007 Privatdozent |                    |
| Freyberger, Klaus S. (* 1948)      | 1998      |      | Außerplanmäßiger Professor  | 1993 Habilitation, 2002–2013 Zweiter Direktor des Deutschen Archäologischen Instituts Rom |                    |
| Thomas, Renate (* 1953)            | 1998      |      | Außerplanmäßige Professorin | |                    |
| Schallmayer, Egon (* 1951)         | 1999      |      | Honorarprofessor            | |                    |
| Ortisi, Salvatore (* 1965)         | 2003      | 2015 | Privatdozent                | 2003 Wissenschaftlicher Assistent | Salvatore Ortisi   |
| Oettel, Andreas (* 1964)           | 2006      |      | Privatdozent                | 2006 Lehrbeauftragter |                    |
| Berns, Christof (* 1966)           | 2007      | 2008 | Privatdozent                | Lehrstuhlvertreter für die vakante Stelle Hesbergs |                    |
| Schäfer, Alfred (* 1963)           | 1994 2007 | 1996 | Privatdozent                | 1994–1996 Wissenschaftlicher Mitarbeiter, 2007 Privatdozent |                    |
| Wisskirchen, Rotraut (1936–2018)   | 1989 (?)  | 2013 | Lehrbeauftragte             | Lehrbeauftragte für Christliche Archäologie |                    |
| Heinzelmann, Michael (* 1966)      | 2008      |      | Professor                   | W3-Professor für Klassische Archäologie, Nachfolger Hesbergs |                    |
| Faber, Andrea                      | 2009      |      | Privatdozentin              | |                    |
| Ristow, Sebastian (* 1967)         | 2003      |      | außerplanmäßiger Professor  | 2008 Habilitation, Privatdozent |                    |
| Deschler-Erb, Eckhard (* 1963)     | 2016      |      | Professor                   | W3-Professor für Archäologie der römischen Provinzen, Nachfolger Fischers |                    |
| Paliou, Eleftheria (* 1963)        | 2016      |      | Professorin                 | W2-Professorin für Archäoinformatik |                    |
| Schröder, Thoralf (* 1980)         | 2017      |      | Juniorprofessor             | Juniorprofessor für Klassische Archäologie |                    |

- 1. Professur und Institutsleitung: Andreas Rumpf (1923–1960) → Heinz Kähler (1960–1973) → Hans-Volkmar Herrmann (1973–1987) → Henner von Hesberg (1988–2006) → Michael Heinzelmann (seit 2008)
- 2. Professur: Tobias Dohrn (1960–1976) → Henning Wrede (1978–1995) → Dietrich Boschung (seit 1996)
- Professur für Vorderasiatische Altertumskunde: Wolfram Nagel (1972–1988)
- Professur für die Archäologie der römischen Provinzen: Thomas Fischer (1992–2015) → Eckhard Deschler-Erb (seit 2016)
- Leiter des Archivs Monumenta Artis Romanae/Forschungsarchiv für Römische Plastik (Außerplanmäßige Professur), 2016 umgewidmet in eine Professur für Archäoinformatik: Hansgeorg Oehler (1966–1994) → Dietrich Boschung (1994–1995) → Reinhard Förtsch (1996–2012) → Eleftheria Paliou (seit 2016)